# Acanthemblemaria hastingsi
Acanthemblemaria hastingsi är en fiskart som beskrevs av Lin och Galland 2010. Acanthemblemaria hastingsi ingår i släktet Acanthemblemaria och familjen Chaenopsidae. Inga underarter finns listade i Catalogue of Life.